# Gabriel Bonnot de Mably

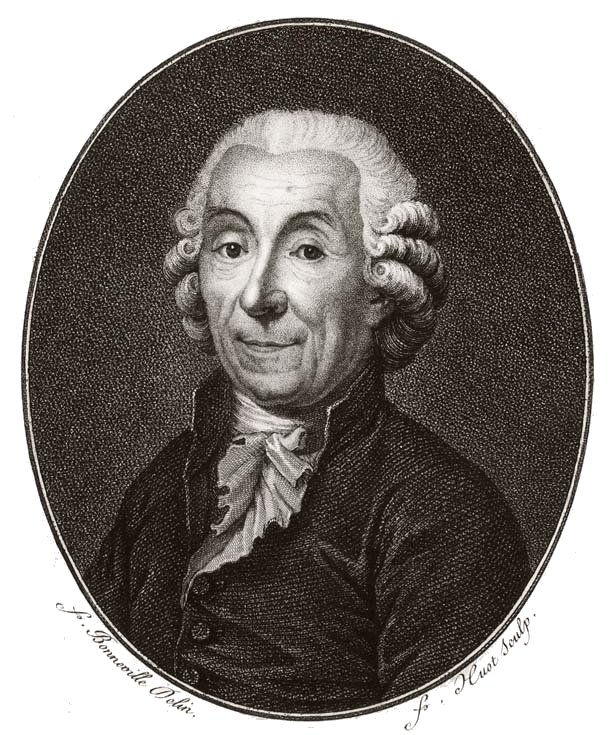
Gabriel Bonnot de Mably.

Gabriel Bonnot de Mably (Grenoble, 14 de marzo de 1709-París, 2 de abril de 1785) fue un filósofo francés.

## Biografía
Perteneciente a una familia de la nobleza de toga, fue hijo del vizconde de Mably y hermanastro de Étienne Bonnot de Condillac. Estudió en el Colegio de los Jesuitas de Lyon y, después, en el Seminario de Saint-Suplice, en París. Abandonó su carrera eclesiástica tras ser nombrado subdiácono y formó parte del gabinete del cardenal Pierre Guérin de Tencin cuando este fue nombrado Ministro de Asuntos Exteriores. Entre sus trabajos durante esta época se encuentran la redacción de un proyecto de tratado que Voltaire entregó a Federico II de Prusia en la preparación de las negociaciones del Tratado de Breda. En 1746 se enfrentó a Tencin, en defensa de la tolerancia, cuando el cardenal disolvió el matrimonio entre un católico y una protestante. Mably se apartó de aquel y, desde entonces, permaneció apartado de lo público, centrándose en sus estudios hasta su muerte.

## Pensamiento y obra
A Mably, cuyo pensamiento se nutría de sus lecturas de Locke y Rousseau, se lo considera un precursor del socialismo utópico. Hizo una crítica moralizante de la sociedad del Antiguo Régimen en la que denunciaba la desigualdad y la propiedad privada como causa de los males de la sociedad. Su análisis sobre el porvenir del sistema institucional francés contiene algunas ideas importantes sobre la creación del Estado constitucional moderno. Mably denunció el «despotismo legal» de los fisiócratas (Dudas propuestas a los filósofos y a los economistas sobre el orden natural y parte fundamental de las sociedades políticas, 1768) y criticó también el sistema político inglés que, según él, subordinaba el poder legislativo al poder ejecutivo. 
Basándose en la idea de libertad e igualdad naturales de los hombres, criticó las ideas sobre el progreso de sus coetáneos ilustrados y defendió una vuelta al comunismo primitivo. Consideró que la revolución era la vía para la abolición de la esclavitud, la supresión de los impuestos indirectos y la limitación del derecho hereditario; así como la eliminación de los arrendamientos de tierras de cultivo y el establecimiento de máximos a la propiedad agraria individual. Mably veía en la propiedad comunal y la igualdad no tanto un medio de alcanzar el bienestar sino de alcanzar la virtud (Observaciones sobre la historia de Francia, 1765; De la legislación o los principios de las leyes, 1776). Admiraba las sociedades antiguas como Esparta y consideró al virtuoso y asceta Foción como modelo para la sociedad que propugnaba (Entretenimientos de Foción sobre la semejanza, y conformidad de la moral con la política, 1763).